# 天門 (方位)
天門（てんもん）とは、北西（西北。乾＝いぬい：戌と亥の間。）の方位のことである。

## 概要
陰陽道では、怨霊や魑魅魍魎などの災いが出入りする方角であるとして、忌むべき方角としている。この天門を鎮めると、家運が永久に栄え、子孫が繁昌するとされる。他の方位神とは異なり、天門は常に乾の方角にある。

## 家相・方位
天門が建築に与える影響として以下の点が挙げられる。
- 大吉 - 居間・床の間を作り、神棚・仏壇を置くことや、屋敷の一角やその周辺に氏神や屋敷神を祀ったり榊を植えること
- 凶 - 玄関や階段、敷地の入口・門・外部からの通路を作ること

また、北西の位置に社寺を建立してその鎮めとし、都市や地域の入口となる街道を迂回させて北西（西北）からの通路を塞ぐなど、中近世の都市計画に影響を与えた。

## 方除け寺社
各地で天門の方除け守護と家運永久子孫繁昌を願い寺社が建立された。
- 京都（平安京内裏） -  大将軍八神社（平安京造営の際、大内裏の北西角「天門」に王城鎮護の目的で建てられた、陰陽道の方位神「大将軍」を祀ったお堂を発端とする。）

北野天満宮（北野に祀られていた地主神・火雷天神と菅原道真の怨霊が結び付けられた。）
- 江戸 - 伝通院（徳川家康の生母伝通院の菩提寺。鬼門の上野・寛永寺、裏鬼門の芝・増上寺とともに、江戸城下を守護する徳川将軍家菩提寺として江戸三霊山とされた。）、築土神社・筑土八幡神社（鬼門の神田明神、裏鬼門の山王権現（日枝神社）とともに江戸三社に数えられることがある。）
- 関東 - 妙義神社（関東平野の北西の妙義山に位置し、関東の鬼門に位置する日光山（輪王寺、二荒山神社）、裏鬼門に位置する箱根山（箱根権現・箱根神社）とともに関東の守護神として、徳川将軍家の厚い崇敬を受けた。）
- 東照宮 - 世良田東照宮（徳川家康を祀る徳川氏氏神の東照宮を配し、鬼門の日光東照宮、裏鬼門の久能山東照宮とともに徳川将軍家を守護した。）
- 大阪（難波京） - 大阪天満宮（境内社・大将軍社）
- 仙台 - 大崎八幡宮（伊達政宗が仙台移転にともない、城下の北西に位置する現在地に造営し、伊達氏の氏神である成島八幡宮を合祀して、城下の守護神とした。）
- 下館 - 上羽黒神社（水谷勝氏が出羽三山の羽黒大権現を領内北西の位置に勧請し、鬼門に位置する下館羽黒神社などとともに領内の守護神とした。）
- 姫路 - 千姫天満宮（本多忠刻の正室・天樹院千姫が、本多氏の繁栄を願い姫路城の北西に位置する男山に建立し、鬼門の野里日吉神社、裏鬼門の十二所神社とともに城下の守護神とした。千姫が城内西の丸から遥拝した。）
- 龍野 - 井関三神社（脇坂安政が信濃国飯田城より転封の際、脇坂氏の氏神である諏訪大明神を領内北西に位置する天照神社に勧請合祀し、領内の守護神とした。）
- 津山 - 鶴山八幡宮（森忠政が津山城築城の際、城地となった鶴山に鎮座する八幡宮を、天門の鎮めとして北西の現在地に遷座し、城下の守護神とした。）